# Білл Кауліц

Білл Ка́уліц (нім. Bill Kaulitz; *1 вересня 1989, Лейпциг, Німеччина) — вокаліст німецького гурту «Tokio Hotel». Брат-близнюк гітариста гурту Тома Кауліца.

## Біографія
Білл і Том Каулітц народилися в Лейпцизі, Білл на 10 хвилин пізніше свого брата-близнюка Тома. До шести років до розлучення батьків вони мешкали в Лейпцизі. Коли братам було по 8 років, родина переїхала в Магдебург — після розлучення. А в 10 років Білл мешкав в маленькому селі Лойтше — мати близнюків одружилася знову.
У 2001 році брати разом із двома друзями — Густавом Шефером і Георгом Лістінгом — заснували групу «Devilish», яку згодом вони назвали «Tokio Hotel».
У 2003 році Білл брав участь у шоу «Star Search», але програв у чвертьфіналі. На цьому шоу його помітив Пітер Гоффман, який у наслідок став одним із чотирьох продюсерів групи й значно сприяв її просуванню.

## Особисте життя
Журналісти постійно розпитують Білла Кауліца про його сексуальну орієнтацію, проте він зазвичай ухилявся від відповіді. У 2021 році Кауліц зізнався, що мав поліаморні стосунки зі своїм найкращим другом та дівчиною. У реаліті-шоу від Нетфлікс «Кауліц і Кауліц» він поділився своїми смаками щодо чоловіків, а його друг розповів, що Кауліц «часто закохується в гетеросексуальних хлопців, що, звичайно, не працює». Також, за словами Кауліца він був змушений дуже довго приховувати свою сексуальну орієнтацію через кар'єру.